# Virgen juramentada

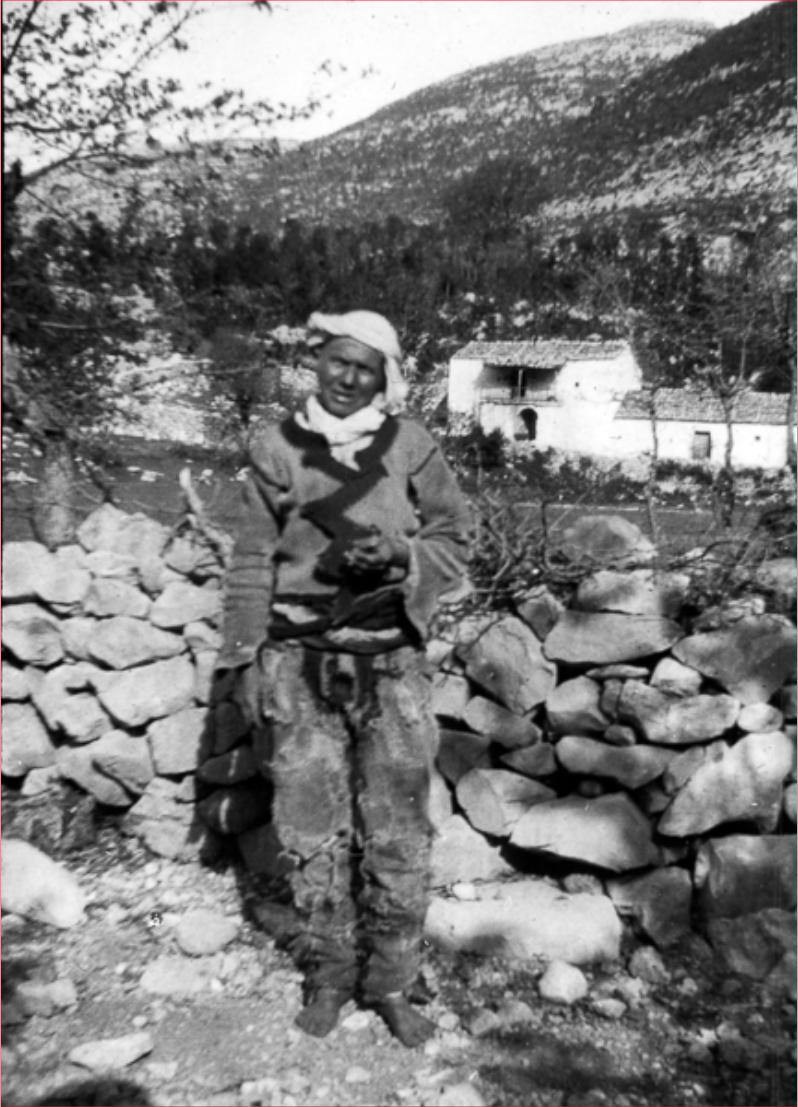
Virgen juramentada fotografiada en 1908 por la escritora británica Edith Durham

Se denomina virgen juramentada o virgen jurada (en albanés virgjeneshtë) en los Balcanes, a una mujer que, habiendo renunciado a relaciones sexuales y al matrimonio, toma el papel de hombre en la familia. La mujer debe jurar ante los ancianos de la comunidad o del pueblo y a partir de ese momento es tratada como un hombre: debe llevar ropa masculina y armas, y puede tomar la posición de jefe de la familia. Las principales razones para este comportamiento son evitar un matrimonio no deseado o la falta de un hombre en la familia.
Las vírgenes juramentadas son la única forma institucionalizada de cambio de género en Albania. Comportamientos similares han sido observados en algunos pueblos de América del Norte y Asia. En la actualidad viven todavía algunas docenas de vírgenes juramentadas en Albania, que proceden todas del norte, el área más tradicionalista del país. En los últimos años, su especial forma de vida ha atraído la atención de los estudiosos y los medios de comunicación.

## Extensión
La existencia de vírgenes juramentadas es mencionada por primera vez por viajeros europeos occidentales a finales del siglo XIX. El fenómeno ocurre entre los albaneses, los eslavos del sur y los gitanos, así como en menor medida entre los arrumanos y los griegos, sin diferencias entre las distintas confesiones religiosas. La institución se reducía a regiones agrícolas remotas, donde se continuaba viviendo en grupos de familias y clanes arcaicos. Mientras que este comportamiento se mantuvo extendido entre estos pueblos hasta bien entrado el siglo XX, los cambios sociales y la modernización de las últimas décadas han provocado la práctica desaparición del fenómeno. Únicamente en Albania viven todavía unas 40 vírgenes juramentadas.

## Causas
En las sociedades tribales del sudeste de Europa, las mujeres solo podían evitar un matrimonio acordado por la familia si pasaban simbólicamente a ser hombres. Viviendo desde ese momento como hombre, la mujer evitaba así a su familia la deshonra que sufrirían si se hubiese roto la promesa de matrimonio.
La segunda razón para vivir como virgen juramentada era la falta de un jefe de familia masculino, que hubiese dejado desprotegidas a las mujeres de la familia y a la familia misma sin sitio en el consejo de la comunidad. Si no había hijos que pudiesen tomar el relevo, una hija soltera tomaba la posición, viviendo desde ese momento como hombre y como jefe de familia. La falta de miembros de la familia masculinos en el sudeste europeo tiene a menudo su origen en la venganza institucionalizada, que se encontraba muy extendida y en la que a menudo se asesinaba a todos los hombres de la familia. Con una mujer como jefe del clan familiar, el problema podía ser solucionado por lo menos por una generación. Pero la existencia de la familia solo estaba asegurada si todavía vivían niños menores que pudiesen tomar posteriormente la posición de su tía.

## Base legal
La mujer se presentaba ante un gremio al que pertenecían los doce hombres más importantes del pueblo y juraba castidad. Posteriormente podía llevar armas y tomar la jefatura de la familia. Con este papel era reconocida y respetada como miembro de pleno derecho en una sociedad dominada por los hombres. Aunque la toma del papel masculino debía realizarse de forma voluntaria, en realidad, a menudo la presión de los miembros del clan tenía una gran importancia.

Kanuni i Malevet të Shypnís shliron e perjashton: … VIII. Virginat (fêmnat, qi veshen si burrë): S’ veçohen prej grásh tjera, posë qi jânë të lira me nðêjë nðer burra, porsè pá tager zânit e kuvenðit.
La ley de las montañas albanesas libera y tiene como excepción: [...] 8. Las vírgenes (llamadas virgjinat, son muchachas que llevan ropas de hombre): no son tratadas por las otras mujeres de forma especial, pero son libres de permanecer entre hombres, pero sin voz (pero con sitio) en el consejo.
Kanun

En el norte de Albania, los derechos de una virgen juramentada están fijados en el derecho consuetudinario, el Kanun, vigente desde el reinado de 
Lekë III Dukagjini (1410–1481). Se les permite permanecer entre los hombres y tienen un sitio en el consejo, pero no tienen derecho a voto. Además tenían derecho a heredar. La adquisición de derechos y obligaciones masculinas también significó que las vírgenes juradas tuvieron que continuar con las disputas mortales de sus familiares.

## Comportamiento
Las vírgenes juramentadas toman el papel masculino: se visten como los hombres, llevan armas, van a la caza y tienen acceso a diferentes privilegios reservados para los hombres, como por ejemplo, el consumo de alcohol o tabaco.
La pregunta «A je burrnesh?», escuchada como un saludo en el norte de Albania, significa «¿Eres tan fuerte como un hombre?».